# Joan II Malatesta de San Mauro
Joan II Malatesta de San Mauro fou fill de Ludòvic Malatesta de San Mauro, i fou consenyor de San Mauro, Monleone, Calbana, Calbanella, Ginestreto, Secchiano i Castiglione. No tingué fills del seu enllaç amb Bernardina degli Angolanti.